# آگنس کورتنی
آگنس کورتنی (انگلیسی: Agnes of Courtenay؛ ۱۱۳۶ – ۱۱۸۴)، دختر ژاسکلین دوم کورتنی، حاکم صلیبی ادسا، نخستین همسر امالریک یکم پادشاه اورشلیم، و مادر بالدوین چهارم و سیبیل یود. وی در حدود سال ۱۱۵۷ میلادی، با امالریک ازدواج کرد. همزمان با انتصاب امالریک به عنوان پادشاه اورشلیم، نجبا و اشراف پادشاهی وی را مجبور به طلاق از آگنس کردند. پس از جدایی، آگنس از محافل سیاسی و اجتماعی کناره گرفت تا اینکه در سال ۱۱۷۴ میلادی با تاج‌گذاری پسرش، بالدوین چهارم معروف به پادشاه جذامی، بار دیگر در دربار سلطنت حضور یافت. وی به‌عنوان مادر پادشاه در امور پادشاهی اورشلیم اعمال نفوذ داشت و بارها به اختلافات نجبای درباری با کنت ریمون طرابلسی دامن زد. در سال ۱۱۷۹ میلادی، آیمری لوزینیان را به عنوان ضابط شهر اورشلیم منصوب کرد. وی همچنین در جریان انتخاب همسر دختر بزرگش، سیبلا، که در واقع پس از بالدوین حق حکومت برای وی بود و او به حکومت می‌رسید، نیز انتخاب هراکلیوس قیصریه به‌عنوان اسقف اورشلیم، مداخله داشت.